# Franco Nonnis

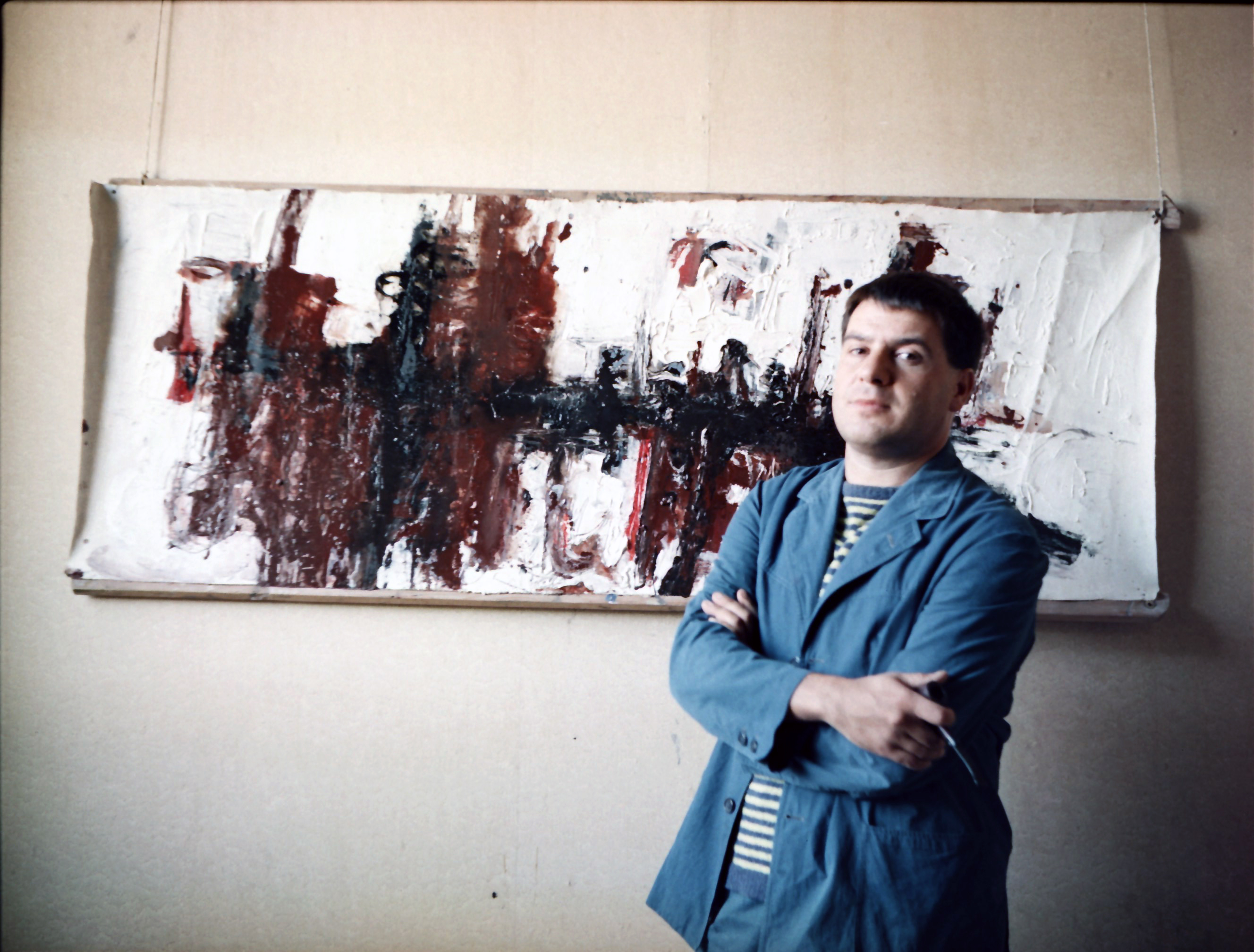
Identità reale 152x60 1959

Franco Nonnis (Roma, 10 agosto 1925 – Roma, 29 ottobre 1991) è stato un pittore e scenografo italiano, ma anche compositore, scrittore, poeta e autore teatrale che ha spaziato in tutti gli ambiti della comunicazione visiva, attivo nell'avanguardia sperimentale italiana ed europea a cavallo degli anni 1960 e 1970.

## Biografia
Nasce il 10 agosto del 1925, vive con la madre Elena Angelini e la nonna, sarta, entrambe di Ascoli Piceno, del padre si conosce solo il nome. Fin da piccolo studia, disegna; prende in seguito la maturità classica.
Dopo aver scelto di laurearsi in matematica, intraprende una strada diversa: negli anni cinquanta a Roma frequenta Roberto Melli, Enrico Accatino, Achille Perilli, Pier Paolo Pasolini (con il quale entrerà presto in contrasto), a Firenze Ottone Rosai; prima di trascorrere un lungo e solitario periodo di studio e di attività in Germania. Qui lavora e studia con vari pittori tedeschi, frequenta Teo Otto a Monaco.Tra il 1957 e il 1958 realizza vari quadri con colori vivaci, astratti, che risentono delle influenze pittoriche tedesche e più in generale delle avanguardie astrattiste europee a partire da Kandinsky, ma anche della pittura informale di Emilio Vedova, di cui Nonnis era amico, e di Afro; espone all'Istituto Italiano di Köln e in mostre personali e collettive a Koblenz, Bad Godesberg e Düsseldorf.
Tornato ricco di stimoli modernisti apre a Roma il suo primo studio e nel 1958 inizia la collaborazione con il compositore Franco Evangelisti, per il quale realizza il materiale matematico e sonoro per la composizione "Incontri di fasce sonore", affermandosi insieme a lui come uno dei maggiori innovatori nell'ambito della ricerca musicale d'avanguardia. 
Nello stesso periodo insieme con il poeta Alfredo Giuliani, esegue collages poetico-visivi e promuove la rivoluzionaria "Prima settimana Internazionale di Nuova Musica" (Palermo 1960), per la quale realizzerà manifesto e scenografie, che vedrà uniti, per la prima volta, musicisti come Cage, Petrassi, Nono, Bussotti, Stockhausen.
Nel decennio successivo realizza il testo e la scenografia dell'azione mimico-teatrale Die Schachtel (1963) di Franco Evangelisti - rappresentata più volte in Italia e all'estero - il libretto per l'opera "Scene dal Potere" (1964-68) di Domenico Guaccero e Nanni Balestrini, e il monotipo per "Le comete moribondanti di Hilarotragoedia" di Giorgio Manganelli.
Partecipa alla fondazione di Nuova Consonanza e del Teatro Sperimentale Centouno di Roma, realizzando scenografie e costumi per il Teatro Stabile di L'Aquila, il Teatro di Roma, il Teatro Stabile di Torino, il Piccolo di Milano, il Massimo di Palermo, il Maggio Fiorentino, il Teatro dell'Opera di Roma, il Kunstdrama di Berlino.
Tra i maggiori successi "La Cortigiana", presentata alla Biennale di Venezia, e il "Coriolano" (Festival Shakespeariano - Arena di Verona, 1969), lo spettacolo che di fatto lancerà Gigi Proietti.
Come artista esegue grandi pitture a tempera, lavori di grafica (dando vita alla celebre serie della "Mani", molto vicina alla pop-art e alla pittura coeva di Mario Schifano), serigrafie, collages, tecniche miste, straordinari schizzi e disegni a china, caratterizzandosi sempre per una fantasia cromatica e compositiva vivissima. Alla fine degli anni Cinquanta mette però in atto un linguaggio artistico di straordinaria originalità che nulla ha da invidiare alle tendenze informali più avanzate del panorama artistico contemporaneo, da Hartung a Vedova, da Burri a Novelli, a Twombly. Questo percorso sperimentale lo porta a creare dipinti ad olio, ma anche tecniche miste, con l'uso di terre e cartone ondulato (materiale povero quest'ultimo nobilitato precocemente, rispetto ad altri artisti, in molte sue opere). Nei dipinti di Nonnis dei primissimi anni Sessanta emergono toni terrosi, superfici incise, tessute, piene di materia, stratificate, talvolta "arate" dal gesto spontaneo ma sicuro dell'artista.  Espone a Palermo nella Galleria Tindari (1960), a Roma nella Libreria al Ferro di Cavallo (1961; dieci composizioni poetico-cromato-plastiche; collage pittorici polimaterici eseguiti con il poeta Alfredo Giuliani). Nel 1961 viene invitato ad andare in Spagna, dove espone in mostre personali e collettive a Madrid, Valencia e Barcellona. Rientrato in Italia nel 1963 tiene una personale alla Galleria Alfa a Venezia, e a Roma, dove viene invitato alla Quadriennale e al Premio Michetti e alla Galleria dell'Oca. A Milano espone con Giuliani alla Galleria Blu e poi in altre collettive a Roma e a Bologna fino al 1965. Nonnis durante questi anni prende le distanze dalla pittura informale, che aveva ormai perso lo slancio con cui si era affermata nel secondo dopoguerra e che proprio nel 1964 subiva l'attacco della Pop Art, esposta quell'anno trionfalmente alla Biennale, per cercare una propria linea di ricerca che si deve risolvere nella superficie del quadro. Dalle lettere private di Nonnis emerge una violenta critica per le mode, per il "sistema di consumo", che giudicava "opprimente", e il desiderio di sperimentare una dimensione più profonda della comprensione dell'opera. Comunque sia, visitò ripetutamente le Biennali dei primi anni Sessanta e la mostra "Vitalità nell'arte" a Palazzo Grassi e fu presente a L'Aquila all'inaugurazione della grande mostra di Enrico Crispolti "Alternative attuali" (1962). Nonnis però rifiutava di far parte dell'industria culturale. Secondo il regista, amico e collaboratore Antonio Calenda fu proprio il carattere schivo di Nonnis ad impedirgli di imporsi quanto avrebbe meritato: "Soprattutto bisogna dire che lui (Franco Nonnis) era un grande pittore pieno di ironia...viveva di nulla...non era un uomo chiaramente pratico come si suol dire, né riusciva, come altri suoi colleghi, a fare della sua arte, che era incommensurabilmente migliore, un fatto commerciale, mentre tutti i suoi amici, i suoi colleghi ci sono riusciti, lui invece aveva questo incantamento, questo senso poetico della vita che non gli permetteva di essere, come dire, utilitaristica...come pittore, secondo me, era un pittore di grandissima bellezza perché, ripeto, dobbiamo alla sua inesperienza, incapacità di porsi, ad una sua ritrosia, ad una sua timidezza proprio naturale, il fatto che lui non si sia mai imposto". La serie "Identità reale", opere come "Sobre sí mismo", "Contigüidad presente" o le serie "Superficie reale", "The Meaning of the meaning", enunciano una ricerca totalmente personale. Nella serie "Superficie reale" del 1962-1963 si può leggere una risposta a Burri, che Nonnis conosceva personalmente. Come Burri, Nonnis introdusse nei suoi dipinti materiali poveri, strappati, per crearne forme monumentali e arrivò anche, in un dipinto di cui abbiamo una foto, a utilizzare sulla superficie del quadro i cartoni con cui si trasportavano le uova. La musicalità pittorica di Nonnis emerge in un formidabile quadro intitolato "Experiencia de lo otro", una sorta di suono per immagine, uno spartito astratto dove potenti linee nere verticali si fondono con leggere curve orizzontali anch'esse nere e con macchie giallognole; l'uso della carta è qui quasi impercettibile e serve forse a sfuggire, a liberarsi, anche solo per un attimo, dalla dimensione che la tela impone. Uno dei suoi capolavori, "Sottile e forte ombra" (1964), ostenta invece una dimensione pittografica e quasi archeologica. Nel tessuto pittorico non c'è pausa; l'opera emana una sensazione di vortice orchestrata con la piena consapevolezza di trovare nella superficie del quadro lo scenario unico dove il pensiero in tensione dell'artista si manifesta. Intorno al 1965 Nonnis abbandonò quasi del tutto la pittura per dedicarsi interamente al teatro e si affermò come scenografo d'avanguardia.
Sulla sua produzione pittorica hanno scritto Gillo Dorfles, Lorenza Trucchi, Giuseppe Mazzariol e Simonetta Lux, che gli ha dedicato una retrospettiva al Museo laboratorio della Sapienza nel 1991, poco prima della morte di Nonnis. Da quest'anno è sceso un silenzio su di lui, spezzato da una tesi di Laurea di Jessica Gasparro del 2006 e soprattutto da una mostra nella Galleria Nazionale di Arte Moderna e Contemporanea di Roma dal titolo "Sobre sí mismo: Franco Nonnis 1959-1965", a cura di Maurizio Farina, Francesco Mozzetti e Guido Rebecchini. L'esposizione è stata inaugurata il 10 febbraio del 2022 fino al 20 di marzo. Nelle sale vengono presentati 21 dipinti realizzati da Nonnis tra il 1959 e il 1964. Lavori che raccontano lo sviluppo delle ricerche dell’artista sulla superficie dell’opera in anni cruciali del suo percorso creativo. A partire da Figura secunda e Considerazione finale, realizzate nel 1959, fino a Sottile e forte ombra, del 1964, l’artista adotta materiali insoliti – in particolare il cartone ondulato – per generare superfici vibranti e contrappunti cromatici inediti. “Il lavoro artistico in genere, deve essere senza mezzi termini il corrispettivo di autentico”, scrive Nonnis, e questa autenticità fu la logica conseguenza di una ricerca pittorica totalmente autonoma, frutto di una “personalità depurata e sprovvista di gregarismi” (Vicente Aguilera Cerni). Nella prima sala è esposta l’opera che dà il titolo alla mostra: Sobre sí mismo del 1961, un quadro dove le ampie e irregolari aree di cartone ondulato attraversano la superficie sovrapponendosi al colore steso a corpo e arricchito da ritmici sgocciolamenti. “Su sé stesso, di sé stesso”, il titolo enigmatico che Nonnis volle dare a quest’opera, ci riporta a una dimensione introspettiva della sua ricerca, riflesso di un carattere incline alla contemplazione.
Sono inoltre esposte opere e documenti che completano la complessa fisionomia artistica di Nonnis. Fotografie del 1961 e opere su carta del 1961-62 testimoniano il nuovo percorso intrapreso da Nonnis con i dipinti romani (la serie The meaning of the meaning e l’opera Signum notum) e quelli eseguiti a Valencia. Altri lavori e documenti ricostruiscono la rete di relazioni tessuta da Nonnis in quegli anni: le collaborazioni nel campo della Nuova Musica con il Gruppo Universitario Nuova Musica di Palermo e l’Associazione Nuova Consonanza di Roma, quelle con la neoavanguardia letteraria dei Novissimi e del Gruppo 63, e quelle relative al Nuovo Teatro. Appaiono in questo contesto sicuramente centrali la sperimentazione sui collage-cronogrammi portata avanti nel 1961-63 insieme ad Alfredo Giuliani, e il lavoro di teatro musicale La scatola (1962-63), realizzato con Franco Evangelisti.
Nuove linee d’espressione emergono dalla seconda metà del 1964, a contatto con gli stimoli derivanti dall’antiromanzo Hilarotragoedia di Giorgio Manganelli e dalle esperienze teatrali della Compagnia Teatro dei Novissimi e del Teatro Centouno.
Dal 1970 al 1989 insegnò Scenografia all'Accademia di Belle Arti di L'Aquila, Carrara e Firenze, collaborando con le riviste Grammatica, Collage, Suma, Art. 
Muore a poco più di 60 anni, lasciando alle sue spalle una produzione totalmente originale ancora oggi in parte da riscoprire sotto il profilo critico e storico.

## Collocazione delle opere
Ha esposto in Italia, Svizzera, Spagna, Germania, Stati Uniti e alla Quadriennale.
Sue opere sono conservate presso il MLAC Museo Laboratorio d'Arte Contemporanea di Roma Università La Sapienza, la Galleria Civica di Arte Moderna di Roma, la Collezione Banca Cis, la Collezione Rossmann.